# Футалеуфу (коммуна)
Футалеуфу (исп. Futaleufú) — посёлок в Чили. Административный центр одноимённой коммуны. Население — 1153 человека (2002).   Посёлок и коммуна входит в состав провинции Палена и области Лос-Лагос.
Территория коммуны —  1280 км². Численность населения — 1858 жителей (2007). Плотность населения — 1,45 чел./км².

## Расположение
Посёлок расположен на юге Чили на берегу реки Футалеуфу в 210 км на юго-восток от административного центра области города Пуэрто-Монт и в 75 км на юго-восток от административного центра провинции  города Чайтен.
Коммуна граничит:
- на востоке — с провинцией Чубут (Аргентина)
- на юге — c коммуной Палена
- на западе — c коммуной Чайтен

## Демография
Согласно сведениям, собранным в ходе переписи Национальным институтом статистики,  население коммуны составляет 1858 человек, из которых 964 мужчины и 894 женщины.
Население коммуны составляет 0,23 % от общей численности населения области Лос-Лагос. 40,61 %  относится к сельскому населению и 59,39 % — городское население.